# Looshaus
La Looshaus (1909-1911) è un famoso edificio di Vienna progettato dall'architetto Adolf Loos, nonché uno dei principali esempi del Modernismo viennese. Essa segna la rinuncia allo storicismo e alla decorazione floreale dello stile secessionista. Si trova sulla Michaelerplatz davanti al Hofburg.

## Architettura
Nonostante il suo aspetto funzionale, l'edificio è stato progettato come simbolo teorico e non è privo di contraddizioni dal punto di vista formale, testimoniato anche dalla primissima qualità e opulenza dei materiali impiegati e della loro lavorazione. Nonostante infatti il chiaro intento di porsi in contrasto con lo stile ed il gusto dell'epoca in nome della modernità, Loos si professò sempre in linea con la tradizione viennese. Caratteristico è il contrasto tra il marmo disposto nella parte inferiore della facciata (un verde marmo cipollino di Eubea) e la semplice facciata intonacata in calce dei piani residenziali sovrastanti.
Lo stesso intonaco sarebbe un richiamo alla tradizione viennese, nel suo utilizzo più classico di semplice pelle. In quel periodo infatti, grazie al suo costo contenuto, l'intonaco veniva adoperato per lo più per imitare la pietra negli ornamenti. Loos ne fece tutt'altro utilizzo, trattandolo come una superficie liscia e priva di increspature, o ornamenti, in quanto profondamente contrario ad essi, ritenuti il lascito di una cultura passatista e non moderna (vedi il suo saggio Ornamento e Delitto).
Il monumentale ingresso si configura come un portico di colonne tuscane - inteso come un'allusione al portico della Chiesa di San Michele di Vienna. A detta dell'architetto, l'introduzione di questo elemento sarebbe stata finalizzata a dare maggior spazio e respiro alla piazza, e porre rimedio all'errore di ampliare l'area edificabile dell'edificio in questione da parte dell'amministrazione.

## Critica
Una volta completato, l'edificio causò un'ondata di critiche e di sdegno nei confronti di coloro che avevano un gusto storicistico. Si dice che l'imperatore Francesco Giuseppe I d'Austria fosse addirittura inorridito dalla facciata assolutamente semplice che si ergeva proprio davanti al palazzo imperiale, tanto da voler evitare di utilizzare l'uscita sulla Michaelerplatz, ma anche di aver fatto abbassare le tende delle finestre della Hofburg, in modo da non vedere più quella casa "orribile". Il popolo invece la chiamava la "casa senza sopracciglia" perché sprovvista degli ornamenti sopra le finestre tipiche per le facciate dell'epoca.

## Galleria d'immagini

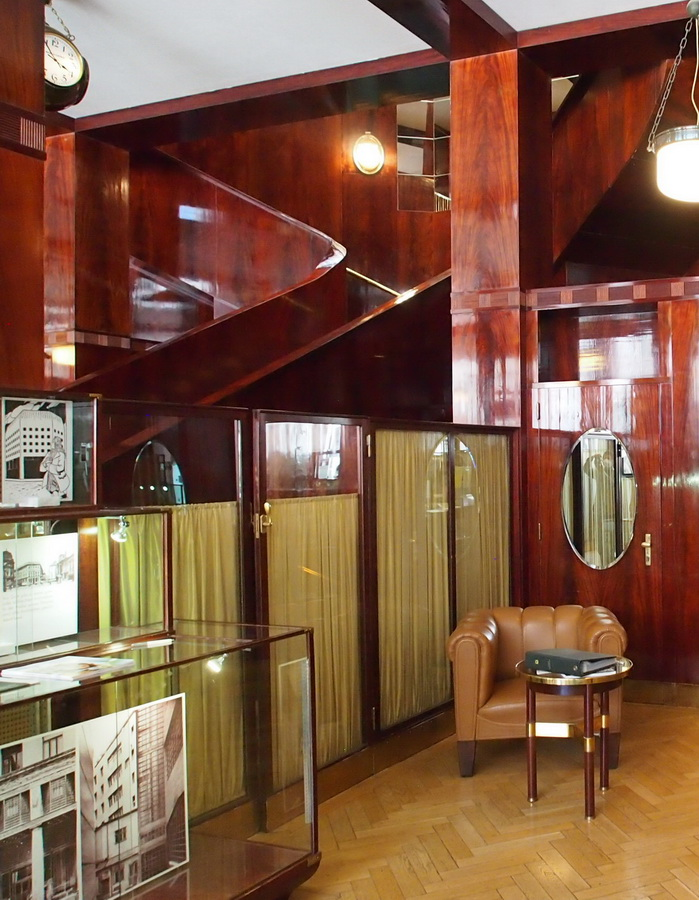
Looshaus, vista interna, piano terra, dopo la ristrutturazione del 1990
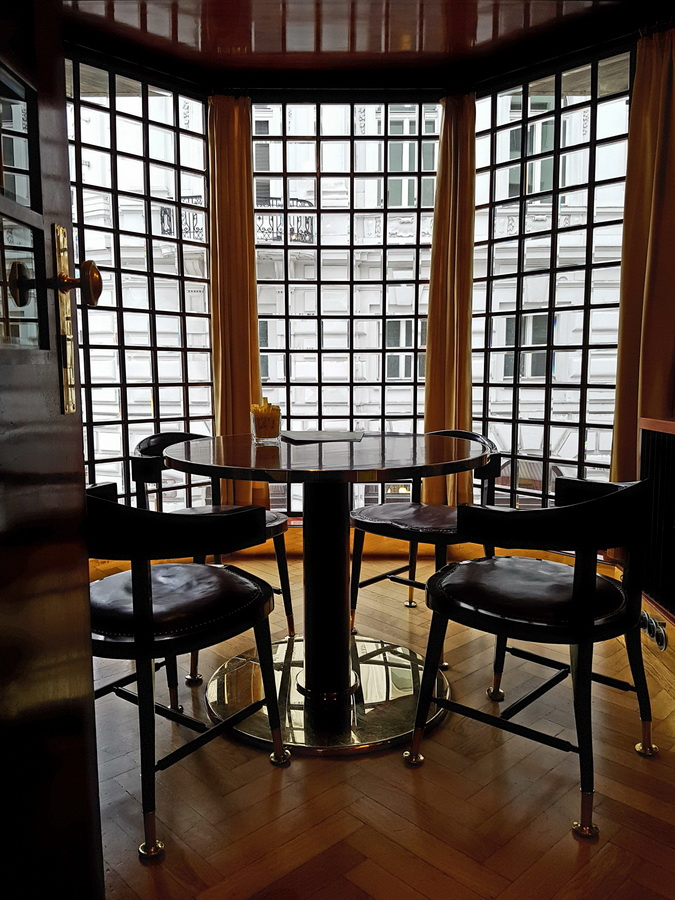
Looshaus, 1º piano, area riunioni, dopo la ristrutturazione del 1990
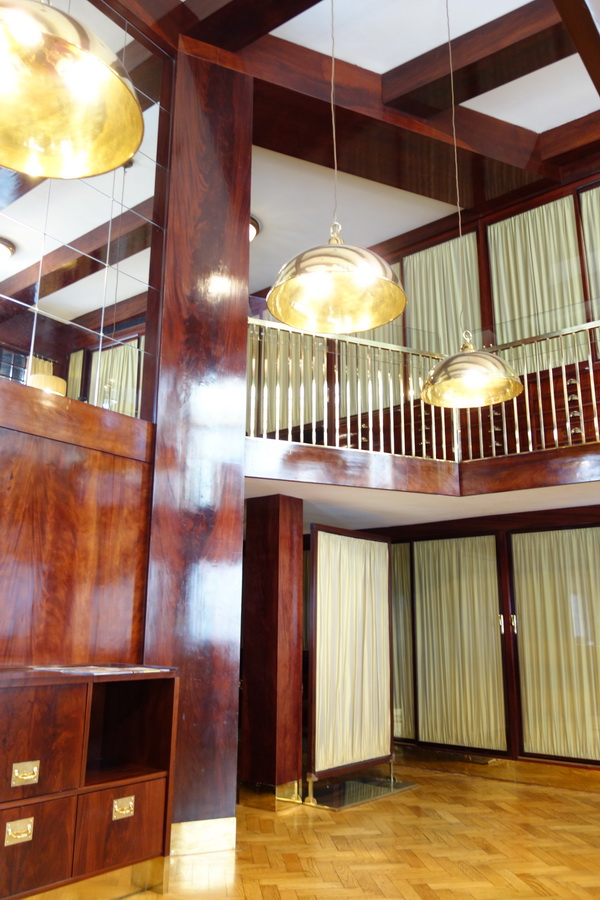
Looshaus, piano terra, 1º piano, dopo la ristrutturazione del 1990
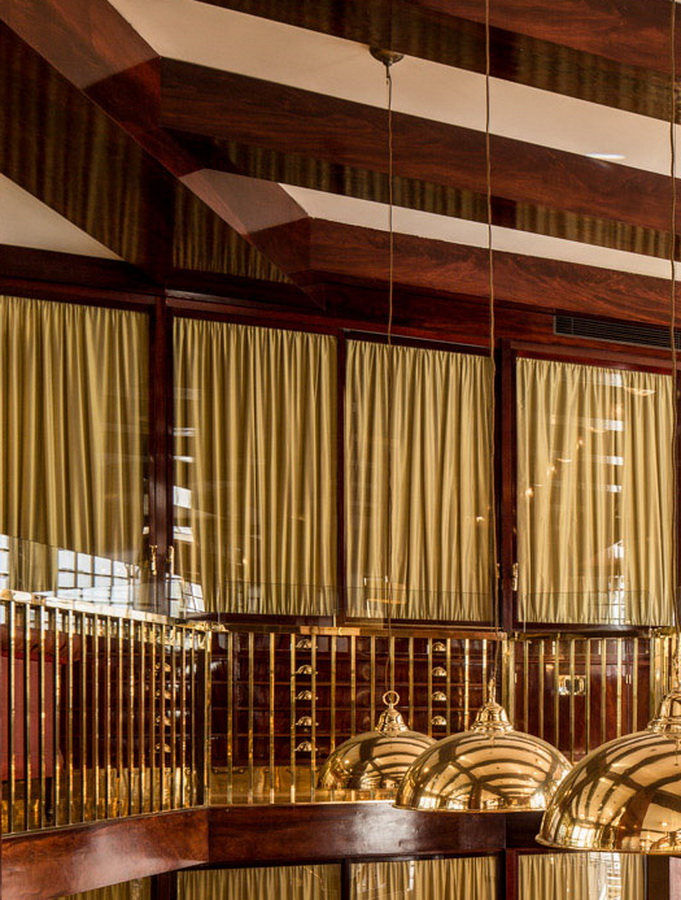
Looshaus, 1º piano, dopo la ristrutturazione del 1990
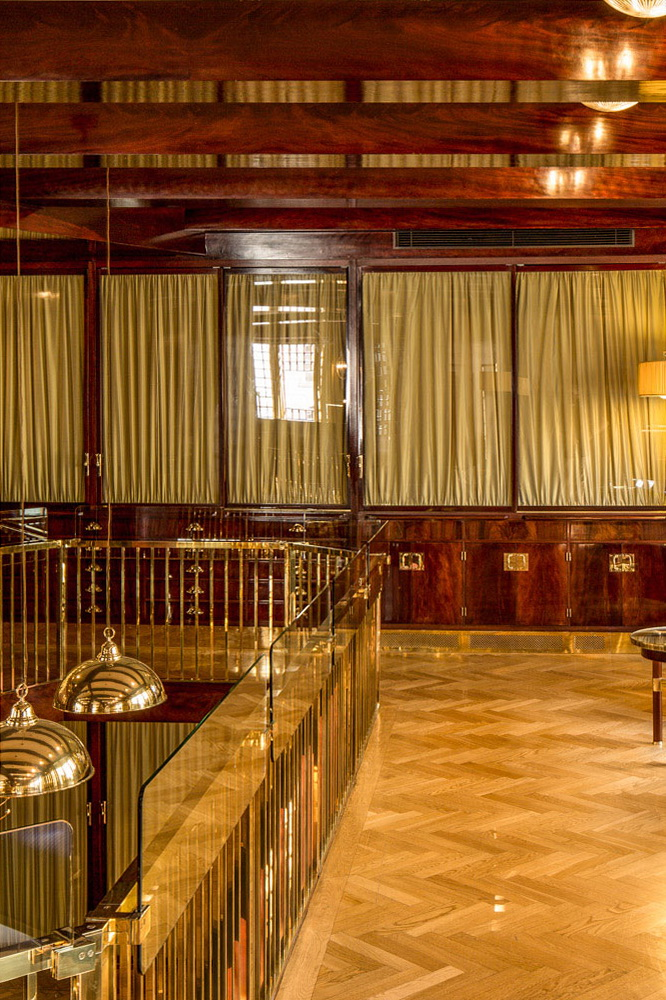
Looshaus, 1º piano, dopo la ristrutturazione del 1990
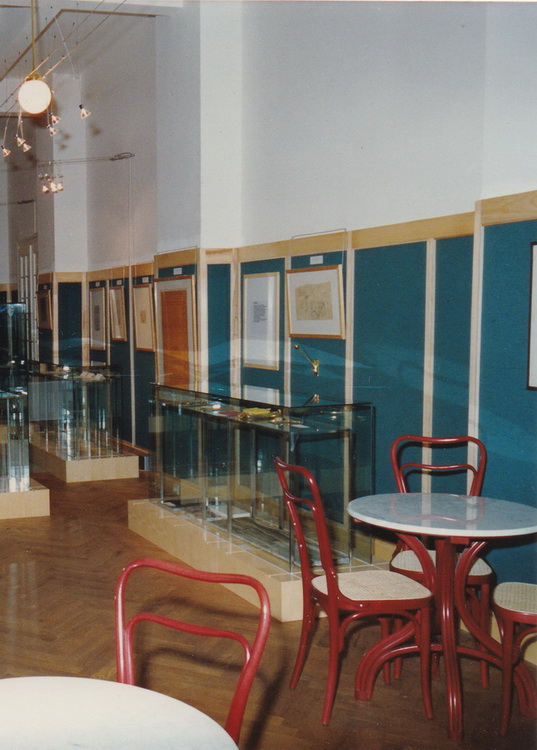
Looshaus, seminterrato, dopo la ristrutturazione del 1990